# Grace Kelly
Grace Patricia Kelly, później Grace de Monaco (ur. 12 listopada 1929 w Filadelfii, zm. 14 września 1982 w Monaco-Ville) – amerykańska aktorka. Od 18 kwietnia 1956 do śmierci księżna Monako jako żona księcia Rainiera III.
Zdobywczyni Oscara za rolę w filmie Dziewczyna z prowincji. Amerykański Instytut Filmowy umieścił ją na 13. miejscu na liście największych aktorek wszech czasów (The 50 Greatest American Screen Legends).

## Rodzina i edukacja
Urodziła się 12 listopada 1929 w Filadelfii w Stanach Zjednoczonych. Była córką Johna Brendana Kelly’ego (1889–1960) i jego żony, Margaret Katherine z domu Majer (1898–1990), którzy pobrali się 30 stycznia 1924. Ojciec – syn imigrantów z hrabstwa Mayo w Irlandii – był trzykrotnym mistrzem olimpijskim w wioślarstwie, a następnie przedsiębiorcą, murarzem i politykiem. Matka – córka niemieckich emigrantów – pracowała jako modelka i była instruktorką gimnastyki na Uniwersytecie Pensylwania. Grace miała troje rodzeństwa: siostry Margaret Katherine (1925–1991) i Elizabeth Anne (1933–2009) oraz brata Johna Brendana Juniora (1927–1985).

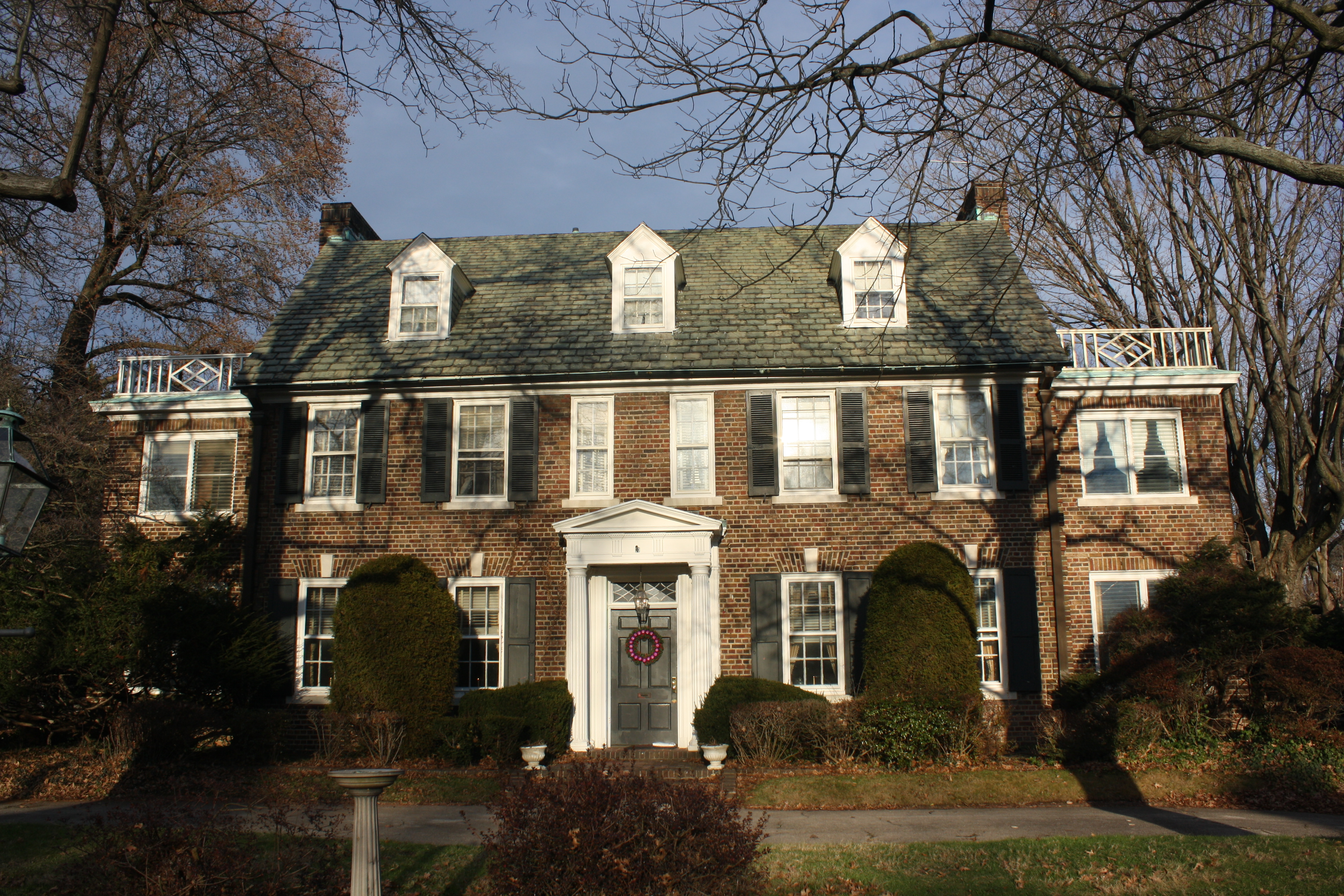
Dom rodziny Kelly w East Falls w Filadelfii

Dorastała w domu przy Henry Avenue 3901 w dzielnicy Germantown (Filadelfia). Była surowo wychowana przez matkę i niedoceniana przez ojca, czuła się także odizolowana od rodzeństwa. Była bojaźliwym, potulnym, zaradnym, samotnym i chorowitym dzieckiem. W młodości pobierała lekcje tańca i uprawiała różne dyscypliny sportowe, m.in. trenowała grę w tenisa i hokeja oraz pływanie. Kiedy była nastolatką, spotykała się z Josephem Kenworthym i Harperen Davisem.
Uczęszczała do szkoły zakonnej Ravenhill, a w maju 1947 ukończyła Stevens School w Germantown (dzielnicy Filadelfii).

## Kariera aktorska
Jej ulubionymi aktorami byli Ingrid Bergman i Joseph Cotten. Zainteresowanie aktorstwem pielęgnowała dzięki wujowi, dramaturgowi i scenarzyście George’owi Kelly’emu. Kiedy miała 12 lat, występowała w zespole aktorskim East Falls Old Academy Players. Wbrew woli rodziców, postanowiła spełnić swoje marzenie o karierze kinowej, biorąc udział w przesłuchaniach do Amerykańskiej Akademii Sztuki Dramatycznej w Nowym Jorku, na których z powodzeniem odegrała scenę z dramatu George’a Kelly’ego Gorące pochodnie (The Torch-Bearers, 1923). Naukę w akademii rozpoczęła w 1947. W tym okresie była związana z aktorem Markiem Millerem, później nawiązała romans z nauczycielem, Donem Richardsonem, i księciem Aly Khanem. Aby się usamodzielnić finansowo od rodziców, zaczęła występować jako fotomodelka i wkrótce podpisała kontrakt z jedną z nowojorskich agencji modelek; brała udział w sesjach zdjęciowych m.in. dla czasopism „Cosmopolitan” i „Ladies Home Journal”, a także występowała w reklamach prasowych i telewizyjnych. Była kandydatką w konkursie piękności Miss Rheingold.
Po ukończeniu szkoły aktorskiej w 1949 została zatrudniona w Bucks County Playhouse w New Hope (Pensylwania), gdzie zadebiutowała rolą w sztuce George’a Kelly’ego Gorące pochodnie. 16 listopada 1949 premierowo wystąpiła w objazdowym spektaklu Augusta Strindberga Ojciec (reż. Raymond Massey) na Broadwayu i zagrała tytułową rolę w programie telewizyjnym Bethel Merriday według Sinclair Lewisa. Na początku lat 50. zagrała m.in. telewizyjnych programach: Studio One, Robert Montgomery Presents, Lights Out, Kraft Playhouse, Lux Video Theatre, The Somerset Maugham Theatre, Hallmark Hall of Fame, Philco-Goodyear Television Playhouse Production i Playhouse 90 oraz w The Ed Sullivan Show w CBS. Zazwyczaj grała role wyrafinowanych elegantek i córek bogaczy.
Niedługo po nawiązaniu współpracy menedżerskiej z Edie Van Cleve z agencji MCA zagrała Louise Ann Fuller w filmie Henry’ego Hathawaya Czternaście godzin (1951). Swoim występem w tej produkcji zwróciła uwagę branży filmowej; wzięła udział w zdjęciach próbnych do dramatu Gregory’ego Ratoffa The Taxi (1953) i otrzymała propozycje podpisania kontraktu z kilkoma wytwórniami, m.in. MGM, a je odrzuciła, ponieważ wolała doskonalić swoje umiejętności aktorskie w teatrze. Grała w zespole Elitch Gardens w Denver. W tym okresie była związana z kolegą z teatru, aktorem Gene’em Lyonsem, z którym zagrała w spektaklu telewizyjnym The Rich Boy (1952). Kontrakt z teatrem przerwała w związku z angażem do roli Amy Kane w kasowym i ciepło przyjętym przez krytykę westernie Freda Zinnemanna W samo południe (1952) z Garym Cooperem, z którym nawiązała romans na planie zdjęciowym. W połowie 1952 została także kochanką Binga Crosby’ego.

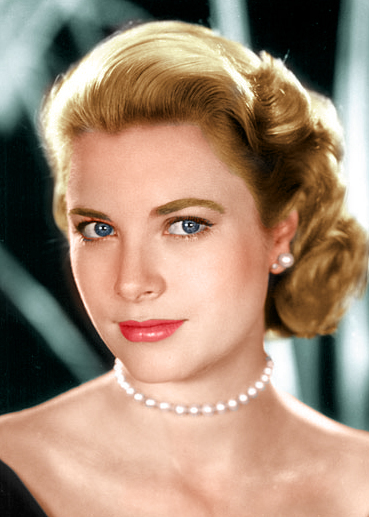
Kelly (1953)

Jesienią 1952 podpisała siedmioletni kontrakt z wytwórnią MGM, który zobowiązywał ją do zagrania w trzech filmach rocznie oraz oferował gażę w wysokości 750 dol. tygodniowo i roczną premię w wysokości 23 tys. dol. Pierwszym filmem, który nakręciła po zawarciu umowy, był romans przygodowy Johna Forda Mogambo (1954); za rolę Lindy Nordley, zamężnej młodej Angielki nawiązującej romantyczny trójkąt z myśliwym (Clark Gable) i show-girl (Ava Gardner), otrzymała nominację do Oscara dla najlepszej aktorki drugoplanowej. Następnie zagrała pierwszoplanowe role żeńskie w filmach Alfreda Hitchcocka: Margot Wendice (niewierną żonę, którą mąż chce zabić) w dreszczowcu kryminalnym wytwórni Warner Bros. M jak morderstwo (Dial M for Murder, 1954) i Lisę Carol Fremont (przyjaciółkę fotografa, głównego bohatera filmu) w thrillerze Paramount Pictures Okno na podwórze (Rear Window, 1954). W tym okresie była krytykowana w prasie i mierzyła się z pewnym ostracyzmem w Hollywood z powodu nawiązania romansu z żonatym aktorem, Rayem Millandem. Jednocześnie dzięki występom w filmach Hitchcocka stała się wielką gwiazdą Hollywood, której rozgłos porównywano do sławy zdobytej przez Marilyn Monroe w 1952 i 1953.

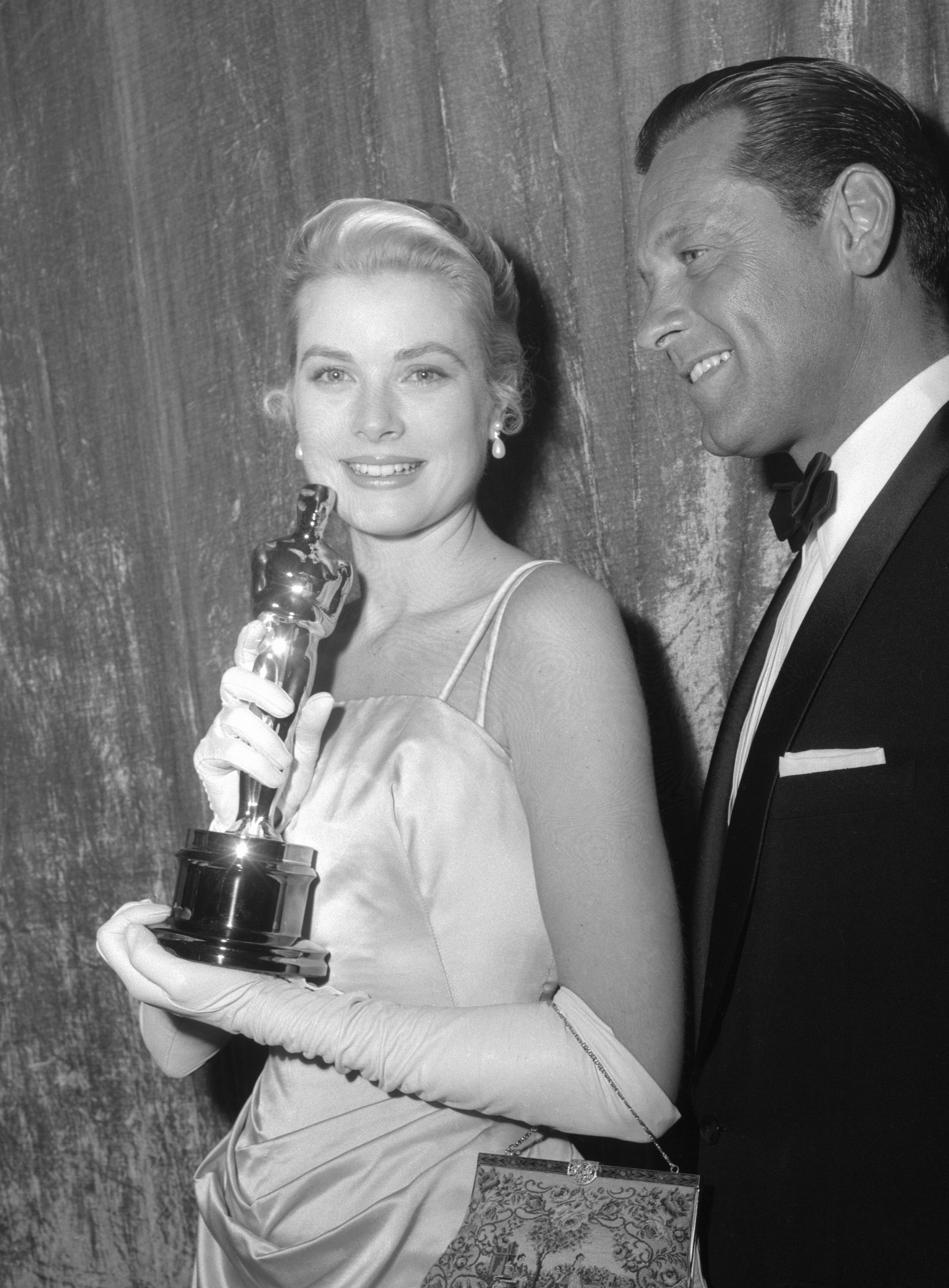
Kelly i William Holden na 27. ceremonii rozdania Oscarów (1955)

Zagrała niewielką rolę żony pilota Brubakera (William Holden) w dramacie wojennym Marka Robsona Mosty Toko-Ri (The Bridges at Toko-Ri, 1954). Z Holdenem ponownie spotkała się na planie dramatu George’a Seatona Dziewczyna z prowincji (The Country Girl, 1954) kręconego dla Paramount Pictures; za rolę Georgie Elgin – młodej kobiety, która poświęciła swoje życie dla męża-alkoholika o skłonnościach autodestrukcyjnych (Bing Crosby) – otrzymała w 1955 Oscara dla najlepszej aktorki pierwszoplanowej. Na planie Dziewczyny… odnowiła romans z Crosbym, ale rozostała się z nim niedługo po odrzuceniu jego oświadczyn. Załamana atakami prasy w związku z jej życiem osobistym, zwłaszcza romansem z żonatym Holdenem (do którego zbliżyła się już na planie Mostów…), popadła w depresję, po czym rozpoczęła terapię psychiatryczną.
Późną wiosną 1954 rozpoczęła zdjęcia do romansu przygodowego Andrew Martona Płomień zieleni (Green Fire, 1954), którego kręcenie później podsumowała jako „przykre doświadczenie” ze względu na słaby scenariusz, który wymagał od niej jedynie ładnego wyglądu. Z podobnych powodów odrzuciła kolejne propozycje od agencji MGM, która oferowała jej role w filmach: Quentin Durward, 1955), Something to Value (1957) i Jeremy Rodock (1956), a po odmowie zagrania w trzeciej z produkcji została zawieszona w obowiązkach przez swoją macierzystą wytwórnię. W tym okresie została wypożyczona przez Paramount Pictures, by zagrać Frances Stevens, córkę wysoko postawionego urzędnika i obiekt uczuć tytułowego bohatera, Johna Robie’ego (Cary Grant), w kasowym thrillerze kryminalnym Alfreda Hitchcocka Złodziej w hotelu (To Catch a Thief, 1955).

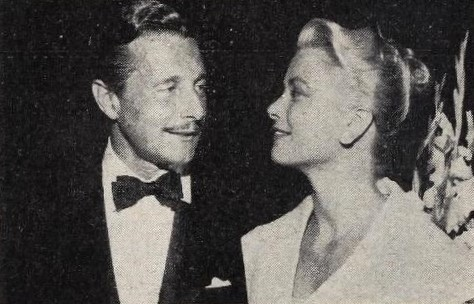
Kelly i Oleg Cassini (1954)

Latem 1954 związała się z projektantem mody Olegiem Cassinim, z którym rozstała się na początku 1955 pod naciskiem rodziny. Od jesieni 1954 do wiosny 1955 przebywała na urlopie w Nowym Jorku, w tym okresie przeżyła przelotny romans z aktorem Davidem Nivenem.

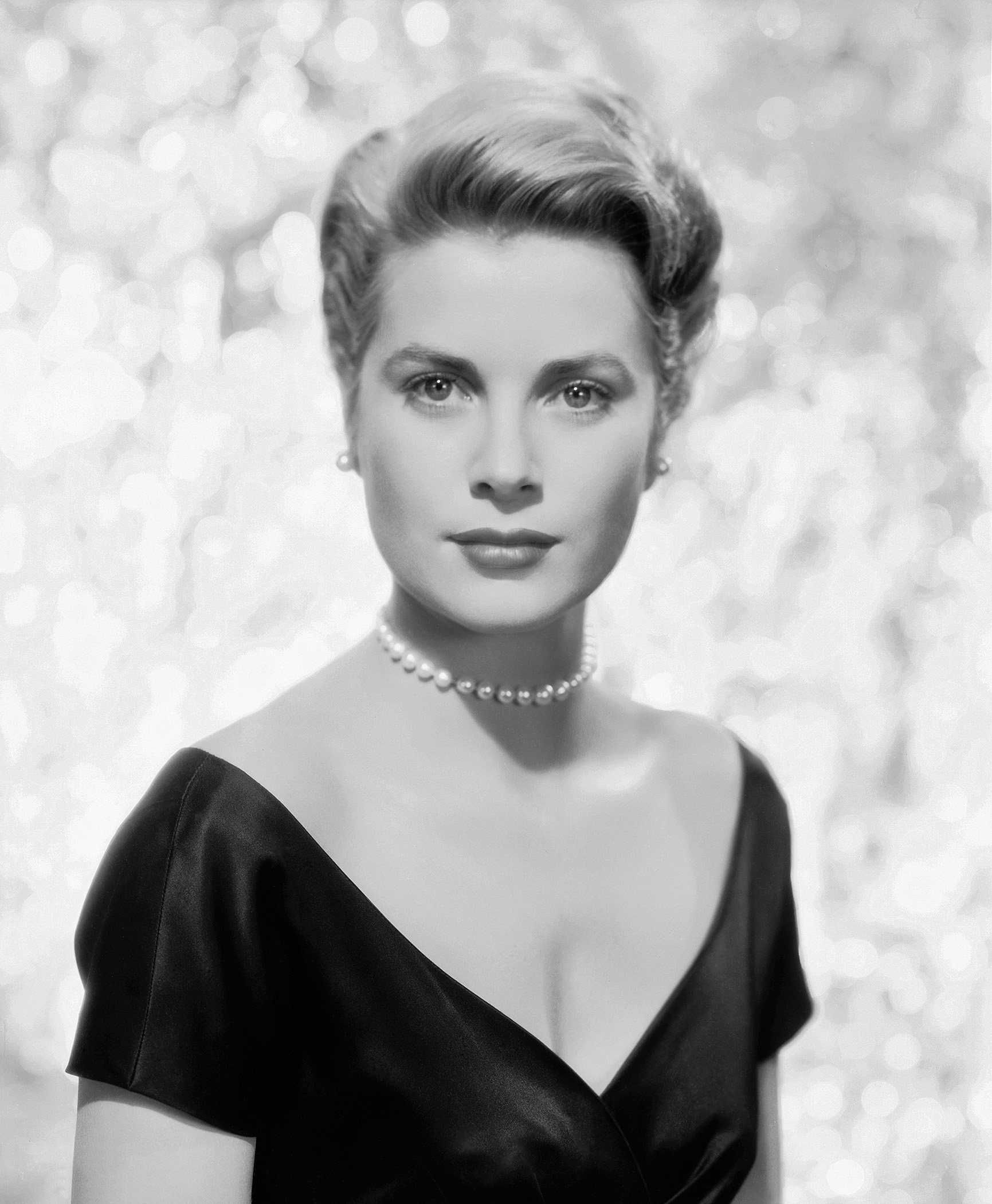
Kelly (1955)

W maju 1955 była jedną z najważniejszych postaci amerykańskiej delegacji na Festiwal Filmowy w Cannes. Podczas pobytu we Francji odnowiła romans z aktorem Jean-Pierre’em Aumontem, którego poznała na planie dramatu telewizyjnego The Way of an Eagle (1953). Do pracy wróciła późnym latem 1955, realizując komedię romantyczną Charlesa Vidora Łabędź (The Swan, 1956), która nie osiągnęła sukcesu komercyjnego. Następnie zagrała rolę Tracy Ford w kasowym filmie muzycznym Charlesa Waltersa Wyższe sfery (High Society, 1956) z Bingiem Crosbym i Johnem Lundem. Na potrzeby występu w filmie podjęła naukę śpiewu i nagrała w duecie z Crosbym utwór „True Love”, a za wysoką sprzedaż singla z tą piosenką otrzymała certyfikat platynowej płyty. Na 28. ceremonii rozdania Oscarów w marcu 1956 wręczyła nagrodę dla najlepszego aktora.
Karierę aktorską zakończyła po ślubie z Rainierem, księciem Monako w kwietniu 1956. Wytwórnia w zamian za wcześniejsze zwolnienie aktorki z konieczności wypełnienia umowy (obowiązującego do 1966) zawarła z nią kontrakt na dystrybucję filmu dokumentalnego Ślub stulecia (The Wedding of the Century, 1956) zawierającego materiał zarejestrowany podczas jej ślubu z Reinierem. Grace otrzymała także premię w wysokości 65 tys. dol., a jeszcze przez kilka tygodni po ślubie otrzymywała pensję w wysokości 1,5 tys. dol. tygodniowo. Odrzuciła propozycję zagrania w filmach: Król królów (Kong of Kings, 1961) Nicholasa Raya, Marnie (1964) Alfreda Hitchcocka, Opowieść wszech czasów (The Greatest Story Ever Told, 1965) George’a Stevensa i Punkt zwrotny (The Turning Point, 1977) Herberta Rossa. Była narratorką w filmach: Mak również jest kwiatem (The Poppy Is Also a Flower, 1966) Terrance’a Younga i Dzieci z Ulicy Teatralnej (The Children of Theatre Street, 1977) Roberta Dornhelma i Earle’a Macka. Po raz ostatni pojawiła się w roli aktorskiej w fabularyzowanym filmie Dornhelma Rearranged o dorocznym konkursie układania kwiatów w Monako.
W 1976 została członkiem rady wytwórni 20th Century Fox. Amerykański Instytut Filmowy w czerwcu 1999 umieścił ją na 13. miejscu listy największych gwiazd amerykańskiego kina.

## Księżna Monako

### Małżeństwo i dzieci

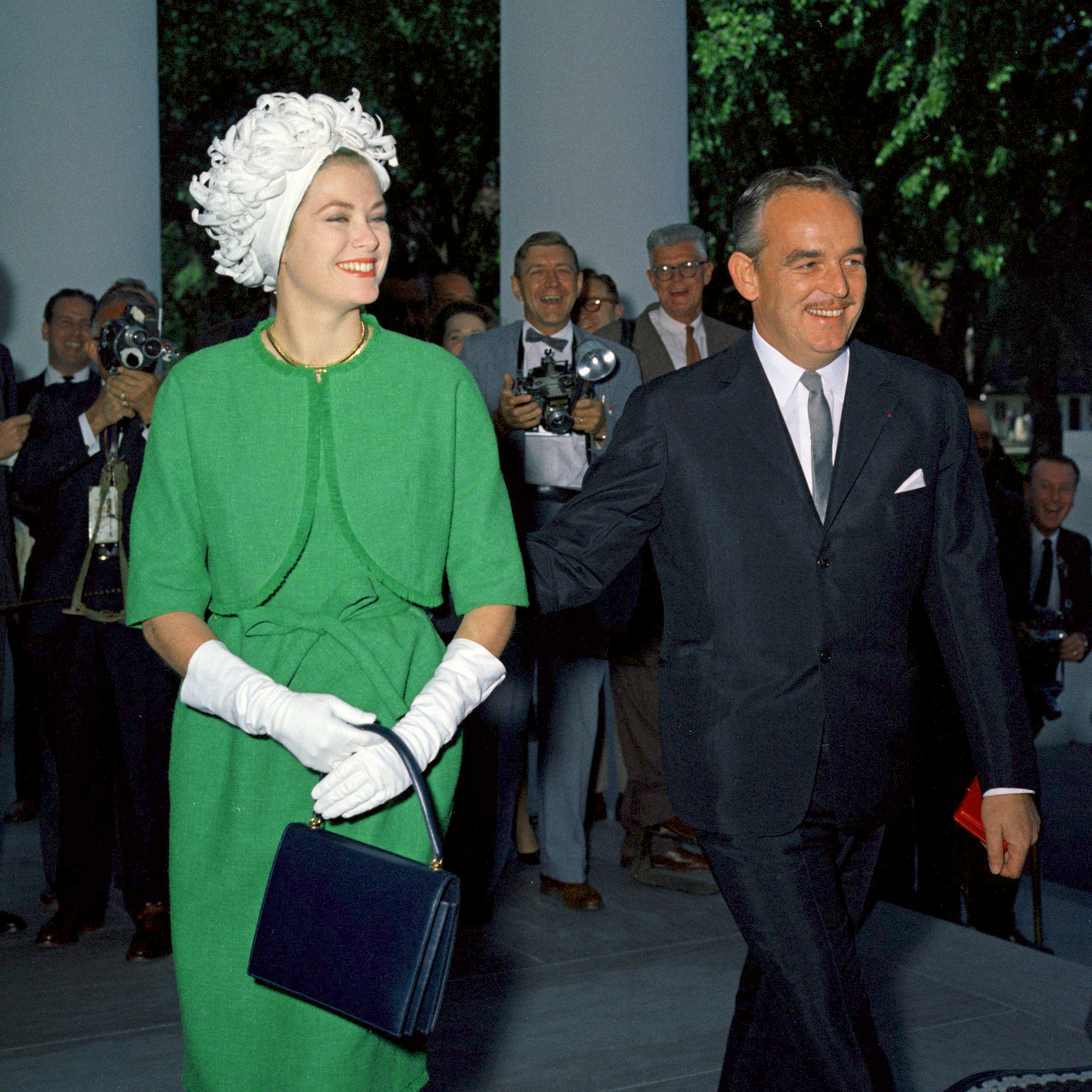
Kelly i Rainier, książę Monako (1961)

Podczas pobytu we Francji związanego z Festiwalem Filmowym w Cannes w maju 1955, została namówiona do wycieczki do Monako i spotkania z księciem Rainierem, do którego doszło 6 maja 1955 w Pałacu Monakijskim. Po powrocie do USA pozostała z Reinierem w kontakcie listownym i telefonicznym, a z czasem narodziło się między nimi głębsze uczucie. Ponownie spotkała się z księciem dopiero 24 grudnia 1955 podczas spotkania świątecznego w jej rodzinnym domu w Filadelfii. Kilka dni później przyjęła zaręczyny Rainiera, po czym wzięła z nim udział w konferencji prasowej zorganizowanej z tej okazji w domu Kellych. 10 stycznia 1956 uczestniczyła z narzeczonym w oficjalnej uroczystości zorganizowanej z okazji ich zaręczyn w hotelu Waldorf-Astoria w Nowym Jorku. 18 kwietnia 1956 poślubiła księcia Rainiera w urzędzie stanu cywilnego w Sali Tronowej Pałacu Monako, a następnego dnia wzięła z nim ślub kościelny w monakijskiej Katedrze Świętego Mikołaja. Po ślubie otrzymała 140 tytułów, w tym tytuł Jej Jaśnie Oświeconej Wysokości Księżnej Monako. Nie miała z mężem wspólnoty majątkowej, toteż zachowała na własność wszystkie swoje pieniądze i akcje. Małżonkowie cieszyli się dużym zainteresowaniem międzynarodowej prasy i znacznie wpłynęli na wzrost rocznych obrotów z turystyki w Monako.
Z Rainierem ma troje dzieci: Karolinę (ur. 23 stycznia 1957), Alberta (ur. 14 marca 1958), Stefanię (ur. 2 lutego 1965). Między narodzinami drugiego i trzeciego dziecka dwukrotnie poroniła ciążę.
Miała chłodne relacje z teściową, księżną Charlotte, która nie akceptowała dobrych relacji Grace z jej byłym mężem, księciem Pierre’em.
Od drugiej połowy lat 70. przeżywała kryzys małżeński. Rozterki spowodowane niewiernością męża, a także problemy wychowawcze ze zbuntowanymi dziećmi, spowodowały uzależnienie się księżnej od alkoholu.

### Obowiązki królewskie
Jako księżna Monako zrezygnowała z kontynuowania kariery aktorskiej, by móc skupić się na obowiązkach wynikających z jej funkcji. Jako żona księcia nie brała udziału w podejmowaniu decyzji państwowych, ale pełniła funkcję doradczą wobec męża. Doprowadziła do uwzględnienia praw kobiet w Konstytucji Monako z 1962.
Po ślubie zatrudniła Madge Tivey-Faucon jako swoją damę do towarzystwa i nauczycielkę języka francuskiego. Z powodu słabej znajomości języka przez pierwsze lata funkcjonowania w księstwie rzadko przemawiała podczas galowych wystąpień, za co była krytykowana przez wielu Monegasków. Również z powodu bariery językowej czuła się samotna i odizolowana od innych w Pałacu Monakijskim. Podczas wywiadów i wystąpień publicznych w początkowych latach panowania zachowywała rezerwę i opanowanie, przez co określana była przez dziennikarzy za sztywną, chłodną i nudną. Po ukończeniu 40. roku życia pozwalała sobie na większą szczerość i wyrażanie niezadowolenia (np. ze swojego wieku) w wypowiedziach publicznych.

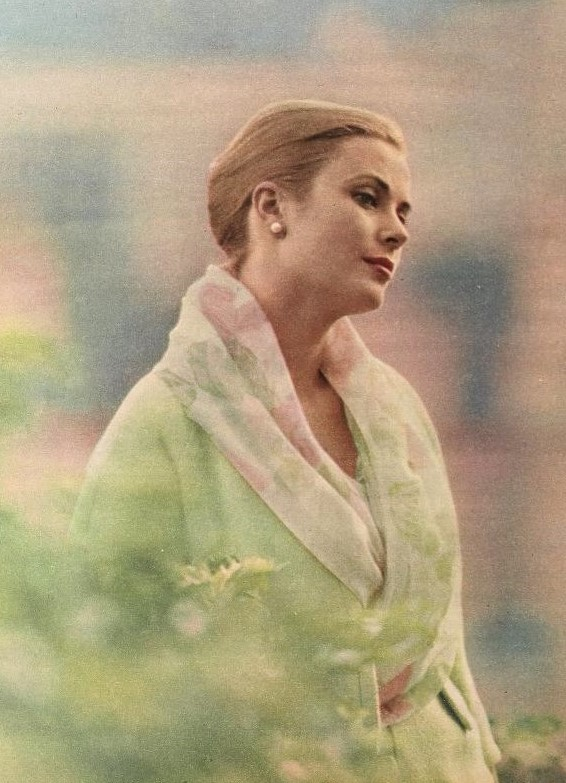
Kelly w latach 60.

W związku z poczuciem nieprzystosowania do wymogów obowiązujących w pałacu przez pierwsze dwa lata unikała wyjść publicznych, przez co była krytykowana w prasie i wśród poddanych. Z czasem zaczęła towarzyszyć mężowi w oficjalnych uroczystościach i wizytach dyplomatycznych oraz była gościem honorowym imprez kulturalnych (np. Monaco Day w ramach Expo) i sportowych (m.in. rozgrywek odbywających się na terenie księstwa). W 1981 uczestniczyła w ceremonii zaślubin Karola, księcia Walii z Lady Dianą Spencer.
W 1966 udzieliła wywiadu magazynowi „Playboy”. Interesowała się sztuką układania wzorów z zasuszonych kwiatów, w 1977 zaprezentowała kilka swoich prac na wystawie w galerii w Paryżu. W 1978 zaprojektowała wzory na kościel na pościel na zamówienie Spring Mills Company. W 1980 wydała książkę pt. „My Book of Flowers” zawierającą kolekcję jej kolaży.
W 1976 i 1977 wzięła udział w czytaniu poezji podczas Festiwalu Sztuki w Edynburgu, a w 1978 występowała w objazdowym programie poezji i prozy o nazwie Ptaki, zwierzęta i kwiaty (Birds, Beasts and Flowers), z którego wpływy zostały przekazane na World Wildlife Fund. Do 1981 wzięła udział w jeszcze kilku recitalach czytania wierszy.

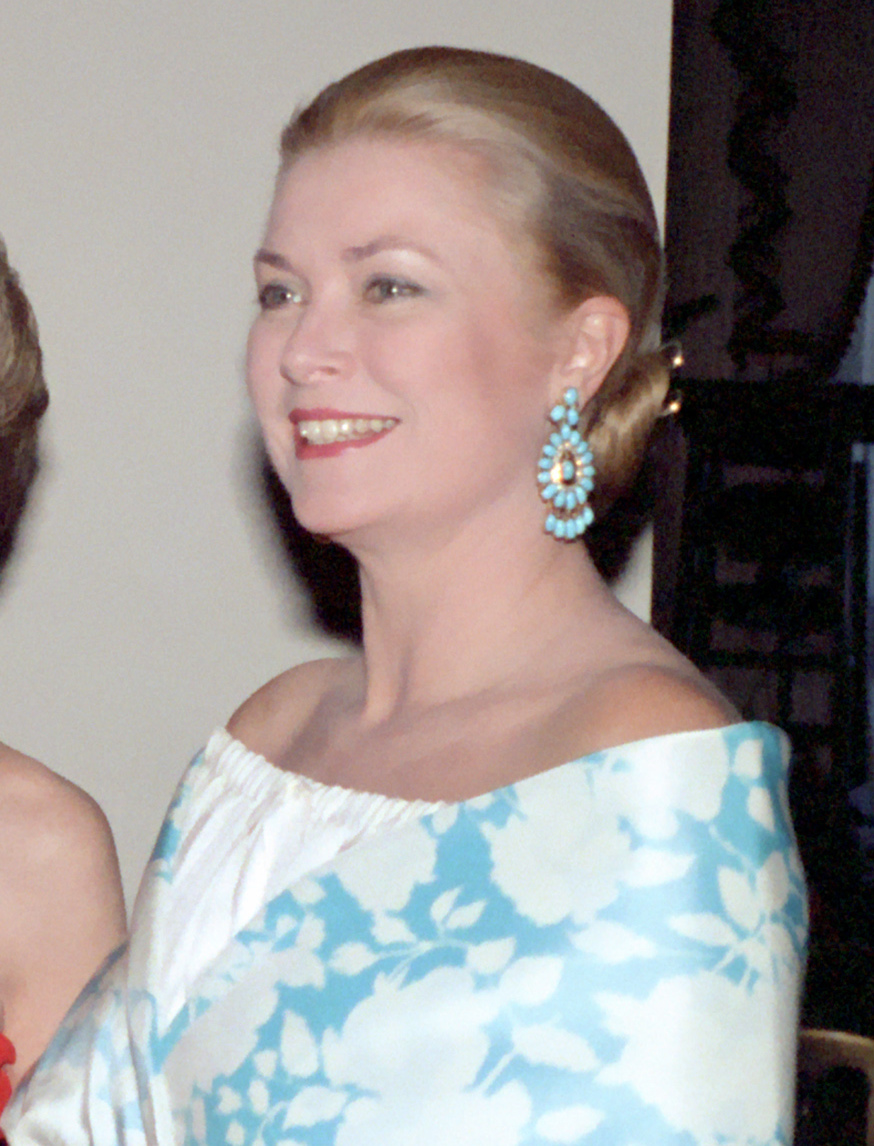
Kelly (1981)

Angażowała się w liczne akcje charytatywne. Utworzyła Centrum Pomocy mieszkańcom domu starców w Monako, których sama często odwiedzała. Przewodniczyła Monakijskiemu Czerwonemu Krzyżowi, a w celu wsparcia organizacji finansowo ustanowiła doroczny bal dobroczynny Czerwonego Krzyża. Była również przewodniczącą monakijskiej filii międzynarodowej organizacji La Leche League propagującej stosowanie naturalnego pokarmu dla dzieci. W 1964 uruchomiła Fundację Księżnej Monako, która początkowo miała wspierać lokalnych rzemieślników, a następnie zaczęła pomagać w promowaniu artystów i inicjatyw kulturalnych. Imieniem księżnej nazwano jeden ze szpitali w Monako oraz międzynarodową szkołę baletową w Monte Carlo – Academie de Danse Classique Princesse Grace. W 1968 uruchomiła Klub Ogrodowy Monako (Garden Club of Monaco) jednoczący miłośników kwiatów i prowadzący rożne akcje charytatywne. Założyła pozarządową fundację AMADE Mondiale, która zajmuje się integracją moralną i fizyczną oraz dobrym samopoczuciem dzieci na całym świecie, bez względu na rasę, narodowość, religię i przynależność polityczną.
Funkcję księżnej Monako pełniła do śmierci, tj. 14 września 1982.

## Genealogia

### Przodkowie
| Osoba                 | Rodzice                  | Dziadkowie         | Pradziadkowie              |
| Grace, księżna Monako | John Brendan Kelly       | John Henry Kelly   | Brian Kelly                |
| Grace, księżna Monako | John Brendan Kelly       | John Henry Kelly   | Honora Margaret McLaughlin |
| Grace, księżna Monako | John Brendan Kelly       | Mary Anne Costello | Walter Costello            |
| Grace, księżna Monako | John Brendan Kelly       | Mary Anne Costello | Anne Burke                 |
| Grace, księżna Monako | Margaret Katherine Majer | Carl Majer         | Johann Karl Majer          |
| Grace, księżna Monako | Margaret Katherine Majer | Carl Majer         | Louise Wilhelmine Adam     |
| Grace, księżna Monako | Margaret Katherine Majer | Margaretha Berg    | Georg Berg                 |
| Grace, księżna Monako | Margaret Katherine Majer | Margaretha Berg    | Elisabetha Roehrig         |

### Potomkowie
| Dzieci                                | Wnuki                                     | Prawnuki                     |
| Karolina, księżna Hanoweru (1957-)    | Andrea Casiraghi (1984-)                  | Aleksander Casiraghi (2013-) |
| Karolina, księżna Hanoweru (1957-)    | Andrea Casiraghi (1984-)                  | India Casiraghi (2015-)      |
| Karolina, księżna Hanoweru (1957-)    | Andrea Casiraghi (1984-)                  | Maks Casiraghi (2018-)       |
| Karolina, księżna Hanoweru (1957-)    | Charlotte Casiraghi (1986-)               | Rafał Elmaleh (2013-)        |
| Karolina, księżna Hanoweru (1957-)    | Pierre Casiraghi (1987-)                  | Stefan Casiraghi (2017-)     |
| Karolina, księżna Hanoweru (1957-)    | księżniczka Aleksandra z Hanoweru (1999-) |                              |
| Albert II, książę Monako (1958-)      | Jaśmina Grimaldi (1992-)                  |                              |
| Albert II, książę Monako (1958-)      | Aleksander Coste (2003-)                  |                              |
| Albert II, książę Monako (1958-)      | Gabriela, hrabina Carlades (2014-)        |                              |
| Albert II, książę Monako (1958-)      | Jakub, markiz Baux (2014-)                |                              |
| księżniczka Stefania z Monako (1965-) | Ludwik Ducruet (1992-)                    |                              |
| księżniczka Stefania z Monako (1965-) | Paulina Ducruet (1994-)                   |                              |
| księżniczka Stefania z Monako (1965-) | Kamila Gottlieb (1998-)                   |                              |

### Rodzina Kelly
```
John Brendan Kelly
 (1889–1960)
 m. Margaret Katherine Kelly z d. Majer, (1924–1960, jego śmierć)
    c. Elizabeth Anne LeVine z d. Kelly (1925–2009)
       m. Donald LeVine
          c. Grace Packer z d. LeVine (?–1999)
             m. 
William Polo Packer
 (?–1999, jej śmierć)
          c. 
Christopher LeVine

             m. 
Mary Victoria LeVine
 z d. McNeil
                c. 
Christopher LeVine

                c. 
Virginia (Ginna) LeVine

                c. 
Kelly LeVine

    s. John Brendan Kelly II (1927–1985)
       m. Mary Gray Freeman (1954–1980, rozwód)
          s. 
John Brendan Kelly III

             m.? (rozwód)
               c. 
Kat Kelly

               c. 
Nat Kelly

          c. 
Susan von Medicus
 z d. Kelly
             m. 
Richard von Medicus

                s. 
Macius von Medicus

                s. 
syn von Medicus

                s. 
syn von Medicus

          c. Elizabeth Brenden z d. Kelly (?–2006)
          c. Maura Grace Casey z d. Kelly (?–2010)
             m. Kevin Casey (do 2010, jej śmierć)
          c. 
Ann Kelly Ogle
 z d. Kelly
          c. 
Margaret Christina Kelly

         m. Sandra Worley (1981 – 1985, jego śmierć)
    c. Grace Patricia, księżna Monako z d. Kelly (1929–1982)
       m. 
Rainier III, książę Monako
 (1956–1982, jej śmierć)
          c. 
Karolina, księżna Hanoweru
 z d. księżniczka Monako (1957-)
             m. Filip Junot (1978–1980, rozwód)
             m. 
Stefan Casiraghi
 (1983–1990, jego śmierć)
                s. 
Andrea Casiraghi
 (1984)
                   m. 
Tatiana Casiraghi
 z d. Santo Domingo (1983-)
                      s. 
Aleksander Casiraghi
 (2013-)
                      c. 
India Casiraghi
 (2015-)
                      s. 
Maks Casiraghi
 (2018-)
                c. 
Charlotte Casiraghi
 (1986)
                   r. 
Gad Elmaleh

                      s. 
Rafał Elmaleh
 (2013-)
                s. 
Pierre Casiraghi
 (1987)
                   m. 
Beatrice Casiraghi
 z d. Borromeo (2015-nadal)
                      s. 
Stefan Casiraghi
 (2017-)
             m. 
Ernest August V, książę Hanoweru
 (1999-nadal)
                c. 
księżniczka Aleksandra z Hanoweru
 (1999)
          s. 
Albert II, książę Monako
 (1958-)
             r. Tamara Schumacher z d. Rotolo
                c. 
Jaśmina Grimaldi
 (1992-)
             r. Nicole Coste z d. Tousskoupe
                s. 
Aleksander Grimaldi-Coste
 (2003-)
             m. 
Charlene, księżna Monako
 z d. Wittstock (2011-nadal)
                c. 
Gabriela, hrabina Carlades
 (2014-)
                s. 
Jakub, markiz Baux
 (2014-)
          c. 
Księżniczka Stefania z Monako
 (1965-)
             m. Daniel Ducruet (1995–1996, rozwód)
                s. 
Ludwik Ducruet
 (1992-)
                c. 
Paulina Ducruet
 (1994-)
             r. Jan Gottlieb
                c. 
Kamila Gottlieb
 (1998-)
             m. Adans Lopez Peres (2003–2004, rozwód)
    c. Margaret Katherine Conlan z d. Kelly (1925–1991)
       m. George Liddel Davis (1944–1959, rozwód)
          c. 
Margaret Packer
 z d. Davis (1946-)
             m. Richard Roe
             m. 
William Polo Packer

                s. 
Richard Packer

                s. 
Chris Packer

                s. 
Gabby Packer

          c. 
Mary Lee Kenthworthy
 z d. Davis (1948-)
             m. 
John Paul Jones

                c. 
Margaret Jones

                c. 
Megan Van Arkel
 z d. Jones
             m. 
Hugh Kenthworthy

                d. 
dziecko Kenthworthy

                d. 
dziecko Kenthworthy

       m. Eugene Calvin Conlan
Walter Crawford Kelly
George Edward Kelly
Patrick Kelly
Charles Kelly
```

## Wypadek i śmierć
13 września 1982 ok. 9:30 wyruszyła z córką, księżniczką Stefanią, w podróż samochodem w kierunku Roc Agel, gdzie miała spotkać się z mężem i synem. Pół godziny później na drodze nr 53 na Moyenne Corniche w Mentonie doznała udaru mózgu, przez co straciła panowanie nad pojazdem, którym ok. godz. 10:05 runęła w przepaść. Bezpośrednio za nią jechał Yves Raimondo. Tuż przed tragedią miała powiedzieć córce: „Nie mogę się zatrzymać. Hamulce nie działają”. Księżna była półprzytomna, nie reagowała na krzyki i słowa. Pięć minut po wypadku na miejsce zdarzenia przybyły dwie karetki pogotowia. Grace została wyciągnięta z samochodu przez tylną szybę. Doznała licznych obrażeń – miała głęboko rozcięte czoło, złamany obojczyk, pęknięte żebra, przebite płuco i złamaną kość udową. Stefania odniosła w wypadku niewielkie obrażenia – miała wstrząs mózgu i przesunięte kręgi. Obie zostały odwiezione do monakijskiej kliniki, gdzie Grace została poddana czterogodzinnej operacji, którą przeprowadził dr Charles Chatelin. Została podłączona do aparatury reanimacyjnej. 14 września o godz. 6:00 ustały funkcje życiowe organizmu Grace, dlatego Reinier w południe zezwolił na odłączenie aparatury. Grace zmarła tego samego dnia o godz. 22:35. Wokół okoliczności wypadku i śmierci Grace narosło wiele teorii spiskowych.
Przez kilka dni przed pogrzebem ciało Grace spoczywało w otwartej trumnie w Pałacu Monakijskim. Uroczystości pogrzebowe odbyły się 18 września 1982 w Katedrze Świętego Mikołaja w Monako, w której 26 lat wcześniej Grace poślubiła Reiniera. W ceremonii uczestniczyło 400 gości, w tym reprezentanci zagranicznych delegacji – w imieniu brytyjskiej rodziny królewskiej do Monako przybyła Diana, księżna Walii, która sama zginęła w wypadku samochodowym 15 lat później. Ciało Grace zostało złożone 21 września w rodzinnym grobie Grimaldich w Katedrze Świętego Mikołaja. Książę Rainier po śmierci w 2005 został pochowany u boku swojej żony.

## Film „Grace, księżna Monako”
W październiku 2012 rozpoczęto zdjęcia do filmu biograficznego Oliviera Dahana o życiu księżnej Grace, zwłaszcza o kryzysie w jej małżeństwie z księciem Monako w latach 60. Główną rolę w produkcji zagrała Nicole Kidman. Film kręcono w Paryżu i Mentonie, niektóre sceny zarejestrowano również we Włoszech i – za pozwoleniem Pałacu Książęcego – na terenie Monako. W styczniu 2013 książę Albert II, księżna Karolina i księżniczka Stefania negatywnie wypowiedzieli się na temat filmu, krytykując producentów za nieuwzględnienie poprawek, o które wnosili i zarzucając im brak zgodności z historycznymi wydarzeniami.
Premiera filmu Grace księżna Monako nastąpiła 14 maja 2014 podczas festiwalu filmowego w Cannes. Rodzina książęca zbojkotowała festiwal, na którym pojawia się każdego roku. W oświadczeniu wydanym 2 maja na oficjalnej stronie Pałacu oznajmiła, że nie chce być kojarzona z tym filmem i wyraża smutek, że historia księstwa została zmieniona dla celów komercyjnych.

## Filmografia
Filmy fabularne
- 1951: Czternaście godzin (Fourteen Hours) jako pani Louise Ann Fuller
- 1952: W samo południe (High Noon) jako Amy Fowler Kane
- 1953: Mogambo jako Linda Nordley
- 1954: M jak morderstwo (Dial M for Murder) jako Margot Wendice
- 1954: Okno na podwórze (Rear Window) jako Lisa Carol Fremont
- 1954: Dziewczyna z prowincji (The Country Girl) jako Georgie Elgin
- 1954: Green Fire jako Catherine Knowland
- 1954: Mosty Toko-Ri (The Bridges at Toko-Ri) jako Nancy Brubaker
- 1955: Złodziej w hotelu (To Catch a Thief) jako Frances Stevens
- 1956: Wyższe sfery (High Society) jako Tracy Samantha Lord
- 1956: Łabędź (The Swan) jako księżniczka Alexandra
- 1982: Rearranged

Seriale telewizyjne
- 1948–1954: Kraft Television Theatre
- 1950: Believe It or Not
- 1950: Big Town
- 1950: The Web
- 1950: Somerset Maugham TV Theatre
- 1950–1952: Danger
- 1950–1952: Lights Out
- 1950–1952: Studio One jako Freda
- 1950–1953: The Philco Television Playhouse jako Ann Rutledge/Paula/Bethel Merriday
- 1951–1952: Armstrong Circle Theatre
- 1951: The Prudential Family Playhouse
- 1951: Nash Airflyte Theatre
- 1952: CBS Television Workshop jako Dulcinea
- 1952: Hallmark Hall of Fame jako Claire
- 1952: Robert Montgomery Presents
- 1952: Goodyear Television Playhouse
- 1952: Suspense
- 1952−1953: Lux Video Theatre jako Beth/Meg/Janice

## Nagrody
- Nagroda Akademii Filmowej Najlepsza aktorka pierwszoplanowa: 1955 Dziewczyna z prowincji
- Złoty Glob
  - Najlepsza aktorka w filmie dramatycznym: 1955 Dziewczyna z prowincji
  - Najlepsza aktorka drugoplanowa: 1954 Mogambo
  - 1956 Henrietta Award